# Панин, Александр Николаевич (ветеринар)
Алекса́ндр Никола́евич Па́нин (род. 24 января 1950, Сапожок, Рязанская область) — российский учёный в области ветеринарной микробиологии и эпизоотологии.
Доктор ветеринарных наук (1992), профессор (1995), академик Российской академии наук (2013; академик РАСХН с 2001, член-корреспондент с  1995).
Директор Всероссийского НИИ контроля, стандартизации и сертификации ветеринарных препаратов (ФГБУ «ВГНКИ») (1990—2015).
Родился в г. Сапожок Рязанской области.
Окончил Московский технологический институт мясной и молочной промышленности (1972).
Трудовую деятельность начал в том же году, затем поступил на работу во Всероссийский НИИ контроля, стандартизации и сертификации ветеринарных препаратов, где прошёл путь от лаборанта до директора (1990—2015).
Является экспертом ФАО ООН и ВОЗ по пищевым токсикоинфекциям.
Являлся координатором по ветеринарным препаратам Международного эпизоотического бюро.
Опубликовал более 650 научных трудов, в том числе за рубежом, среди работ 3 монографии. Имеет 50 авторских свидетельств и патентов на изобретения.

## Награды, премии, почётные звания
Заслуженный деятель науки Российской Федерации (2000). Лауреат Государственной премии РФ в области науки и техники (1998), премий Правительства РФ в области науки и техники (1996, 2002, 2008, 2016). Лауреат национальной ветеринарной премии Ассоциации практикующих ветеринарных врачей «Золотой скальпель» в главной номинации «За научный вклад в развитие ветеринарной медицины», 2013.
Награждён медалью ордена «За заслуги перед Отечеством» I степени (2013), медалью ордена «За заслуги перед Отечеством» II степени (1997), медалью «За заслуги» Международного эпизоотического бюро.